# Dolichopeza tridenticulata
Dolichopeza tridenticulata är en tvåvingeart som beskrevs av Alexander 1931. Dolichopeza tridenticulata ingår i släktet Dolichopeza och familjen storharkrankar. Inga underarter finns listade i Catalogue of Life.